# Chevillard
Chevillard – miejscowość i gmina we Francji, w regionie Owernia-Rodan-Alpy, w departamencie Ain.

## Demografia
Według danych na styczeń 2012 r. gminę zamieszkiwało 167 osób, a gęstość zaludnienia wynosiła 17,3 osób/km².